# Notebooksbilliger.de

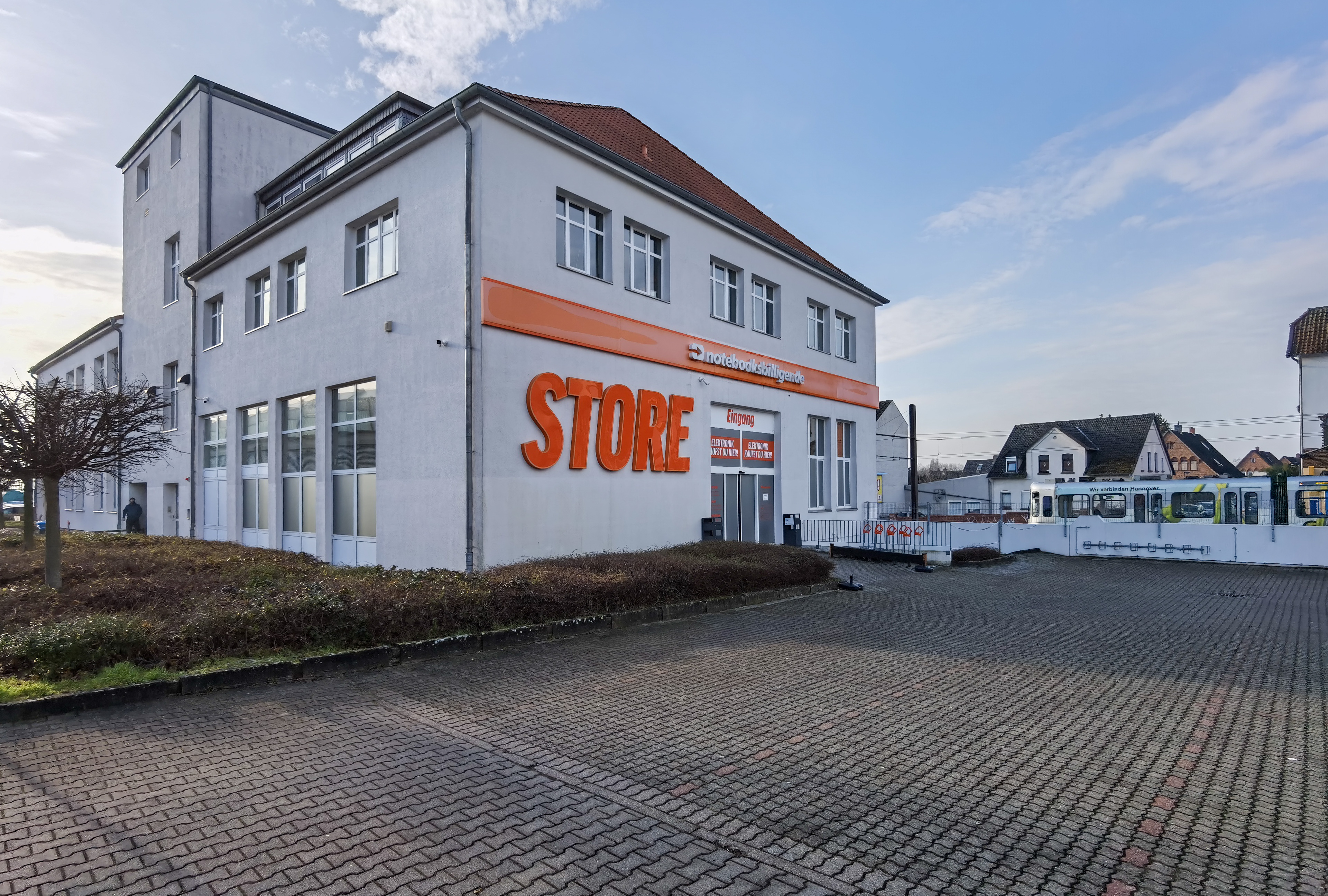
Der notebooksbilliger-Store in Hannover Laatzen

Die Notebooksbilliger.de AG (kurz NBB, Eigenschreibung notebooksbilliger.de AG) ist ein Online-Versandhändler für Notebooks sowie für Smartphones, Tablets, PCs, Displays und Unterhaltungselektronik.

## Geschichte
Die Unternehmung wurde im Jahr 1989 durch Arnd von Wedemeyer zunächst als Einzelunternehmen für die Entwicklung von Software gegründet. Im Jahr 1996 erfolgte die Umfirmierung zur C&P Network Consulting GmbH. 2000 gründete das IT-Systemhaus für Geschäftskunden und öffentliche Auftraggeber eine Niederlassung in Karlsruhe. 2003 entstand eine weitere in Potsdam. 2001 wurde ein Onlineshop für Notebooks unter der Domain www.notebooksbilliger.de eröffnet. Im November 2008 folgte die Umfirmierung zur Notebooksbilliger.de AG.
Der wichtigste Unternehmensbereich ist der Versand von Notebooks und mobilen Endgeräten über den Versandhändler notebooksbilliger.de und für Österreich unter notebooksbilliger.at. Anfang 2023 wurde die Expansion des Unternehmens ins Ausland angekündigt, Mitte Mai 2023 wurde die Expansion in die Niederlande vollzogen.
Im Geschäftsjahr 2007 hat das Unternehmen mit 208,4 Mio. Euro Umsatz erstmals einen Umsatz von über 200 Millionen verzeichnet. Im Jahr 2008 erwirtschaftete die Notebooksbilliger.de AG einen Umsatz von 270 Mio. Euro und zählte damit zu den zehn umsatzstärksten Internet-Händlern in Deutschland. Anfang Oktober wurde die Kooperation mit der Verbundgruppe ElectronicPartner bekanntgegeben, die in diesem Zusammenhang eine Minderheitsbeteiligung an Notebooksbilliger.de erwarb. 2012 war das Unternehmen der drittgrößte Online-Händler in Deutschland, hinter Amazon und Otto. 2013 wurde die Umsatzmarke von 500 Mio. Euro und 2014 die 600 Mio. € überschritten. Im Geschäftsjahr 2020 wurden 772 Mio. Euro Umsatz verzeichnet.

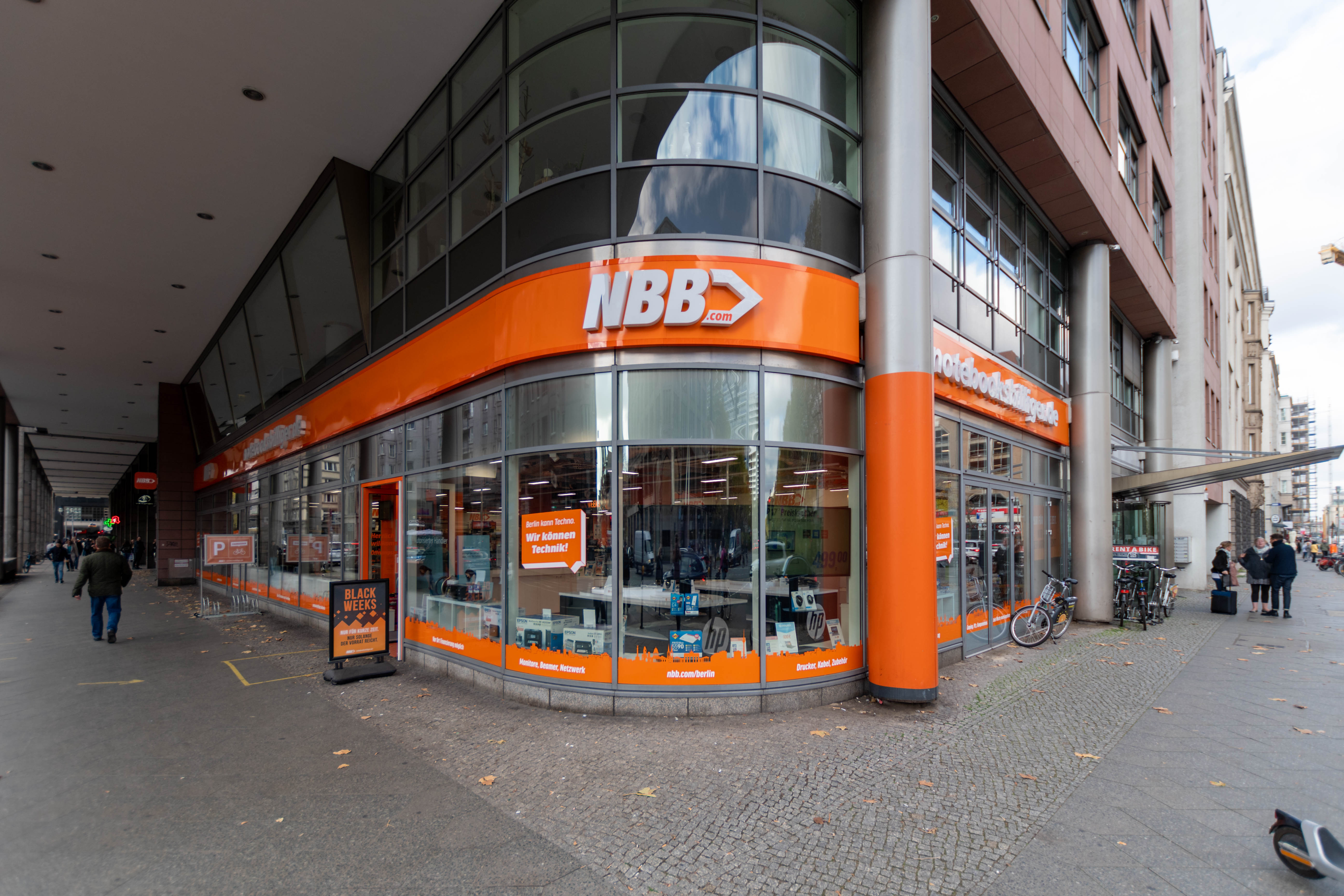
Der notebooksbilliger-Store in Berlin

Ende September 2018 gab Notebooksbilliger.de den Zusammenschluss mit der stationären Handelsmarke Medimax bekannt, wodurch der ehemalige Gründer Arnd von Wedemeyer wieder in den Vorstand einzog, sich aber im Februar 2020 zurückzog, um sich künftig um den Aufbau des Geschäfts in Spanien zu kümmern. Ende November 2018 wurden diese Fusionspläne jedoch wieder verworfen.
Im Dezember 2020 wurde bekannt, dass ein Bußgeld in Höhe von 10,4 Mio. EUR wegen über 2 Jahre andauernder Kameraüberwachung von Mitarbeitern verhängt wurde. Das Unternehmen hat am 21. Dezember 2020 Widerspruch gegen den Bescheid eingelegt. Mit Stand Februar 2023 gibt es noch keine Entscheidung über den Widerspruch.
Der Hauptsitz ist Sarstedt bei Hildesheim. Dort befindet sich ebenfalls das 3500 m² große Zentrallager. Weitere Standorte befinden sich in Laatzen (Region Hannover), Berlin, Karlsruhe, München und Potsdam.
Das erste stationäre Ladengeschäft wurde im März 2010 in München eröffnet. Es folgten die Stores in Düsseldorf (2013), Laatzen (2015), Hamburg (2016), Stuttgart (2018), Dortmund (2019) und Berlin (2020).

## Besitzverhältnisse
Laut eigenen Angaben hält die C&P Holding GmbH, Sarstedt, die Mehrheit der Aktien an der Gesellschaft. Die Haubrich Holding SE (Holding der ElectronicPartner SE) mit Sitz in Düsseldorf hält mehr als ein Viertel der Aktien.

## Engagement im Sport
Unter dem Namen Team Notebooksbilliger.de hat das Unternehmen Anfang 2006 ein eigenes Profiradsportteam, sowie eine Nachwuchsradmannschaft gegründet. Nach der Tour de France 2007 kündigte das Unternehmen die Aufgabe seiner Radsportaktivitäten zum Ende des Jahres an. 2012 existierte ein notebooksbilliger.de Team (Mountainbike), das am Jahresende wieder aufgelöst wurde. 2011 sponsorte Notebooksbilliger ein Team bei der Carrera Panamericana mit Jochen Mass als Fahrer.

## Auszeichnungen
- 2007: Shop des Jahres bei Chip Online in den Kategorien Notebooks und TFT-Displays[24]
- 2008: Shop des Jahres bei Chip Online in der Kategorie Notebooks[25]
- 2009: Shop des Jahres bei Chip Online in den Kategorien Notebooks, TFT-Displays und PCs[26]
- 2012: 1. Platz Deutscher Online-Handels-Award 2012 in der Kategorie Computer & Unterhaltungselektronik, Institut für Handelsforschung GmbH Köln[27]
- 2019: 2019 Top 5 im Trendence-Report „attraktivsten Arbeitgeber für Young Professionals“ im „Online Handel“[28]